# Микуц Іван Юлійович
Іван Юлійович Микуц (нар.1883, Костичани — пом.8 грудня 1937, Ленінград) — агроном, один з тих, на кого радянська влада намагалася перекласти відповідальність за Голодомор.

## Життєпис

### Родина
Народився 1883 року в Костичанах в родині православного ротмістра литовського походження.
Брат Олександр (нар.2 серпня 1886, Костичани — пом.?) — закінчив чоловічу гімназію у Златополі (випуск 1909 року, атестат № 1146)/

### Трудова діяльність
Працював в Одеському обласному земельному управлінні.

## Останні роки життя
Газета «Правда» від 5 березня 1933 року надрукувала повідомлення про ОДПУ про розкриття та ліквідацію (арештовано понад 70 осіб) контрреволюційної шкідницької організації в органах Наркомзему та Наркомрадгоспу, а вже 12 березня цього ж року надрукувала звинувачення та вирок серед інших і за звинуваченням по ст. 58-4-6-7 КК РРФСР Івану Юлійовичу Микуцу: «На підставі Постанови ЦВК Союзу РСР від 15 листопада 1923 року, колегія ОДПУ, розглянувши в судовому засіданні своєму 11 березня 1933 року справу заарештованих — вихідців з буржуазних і поміщицьких класів — державних службовців в системі Наркомзему і Наркомрадгоспу — за звинуваченням їх у контрреволюційної шкідницької роботи в галузі сільського господарства в районах України, Північного Кавказу, Білорусі постановила: за організацію контрреволюційного шкідництва в машинно-тракторних станціях і радгоспах ряду районів України, Північного Кавказу та Білорусі, яка завдала шкоди селянству і державі і що проявилося у псуванні і знищенні тракторів і сільськогосподарських машин, умисному засміченні полів, підпалі машинно-тракторних станцій, машинно-тракторних майстерень і льонозаводів, дезорганізації сівби, збирання та обмолоту з метою підірвати матеріальне становище селянства і створити в країні стан голоду» ув'язнити на 8 років.
Відбував покарання в Соловецькій в'язниці спеціального призначення.
25 листопада 1937 року Особливою трійкою управління НКВС ЛО засуджений до найвищої міри покарання. Розстріляний 8 грудня 1937 року.